# العجمة (الرضمة)

تعديل مصدري - تعديل

العجمة هي إحدى قرى عزلة كحلان بمديرية الرضمة التابعة لمحافظة إب، بلغ تعداد سكانها 145 نسمة حسب تعداد اليمن لعام 2004.